# عباس بانی معمار
عباس بانی معمار (زاده ۱۲۵۱ خورشیدی در اصفهان - درگذشته ۷ بهمن ۱۳۴۴ خورشیدی در اصفهان)، معمار سنتی و مرمتگر ایرانی بود.

## زندگانی
عباس بانی معمار، معماری سنتی را از پدرش عبدالله بنا آموخت و از جوانی مشغول به کار شد. چند سالی را در خوزستان کار کرد و پس از بازگشت به اصفهان، تا پایان زندگانی اش به کار معماری و مرمت مشغول بود. او به جز معماری، به ادبیات نیز علاقه‌مند بود و دیوان اشعاری از خود به یادگار گذاشته است.

## آثار
برخی از آثار عباس بانی معمار، چنین است: اضافه نمودن شش دهانه به پل جویی در سال ۱۳۳۴ خورشیدی، برای پیشگیری از بالا آمدن آب زاینده رود / طراحی و اجرای چندین خیابان در اصفهان، مانند: خیابان مسجد سید / اجرای سنگفرش بخش غربی میدان نقش‌جهان / اجرای سنگفرش حیاط مسجد حکیم / مرمت آب انبار کازرونی / مرمت گنبد آجری چهارسو شاه / مرمت منارجنبان / طراحی و اجرای بنای آرامگاهی زینبیه در اصفهان و بنای آرامگاهی امامزاده احمدرضا در روستای احمدرضا (نخستین بناهای آرامگاهی ساخته شده برای زینبیه و احمدرضا، چند سال پیش تخریب شد و ساختمان های بزرگتری برای آنها ساخته شد و شوربختانه هیچ اثری از آثار معماری و کاشیکاری بناهای نخستین برجا نماند!) / طراحی و اجرای ساختمان های پادگان ارتش (فرح‌آباد).

## درگذشت و آرامگاه
عباس بانی معمار، ۷ بهمن ۱۳۴۴ در اصفهان درگذشت و در گورستان تخت فولاد (تکیه گلزار) به خاک سپرده شد. بر سنگ آرامگاه او سروده ای است که این گونه آغاز می شود:
ای که اکنون به خاکِ ما گذری / سوی ما کن به چشمِ دل، نظری.